# Финци-Контини, Джованни
Джованни Финци-Контини (итал. Giovanni Finzi-Contini, 12 апреля 1932, Болонья — 13 февраля 2011, Пиза) — итальянский ученый, писатель, поэт.
Биография
В 1935 г. Джованни вместе с родителями переехал в Милан, где отец получил должность преподавателя в университете. Осенью 1942 г. Милан подвергся бомбардировкам союзников, и семья вернулась в Болонью, которая представлялась более безопасным местом. Однако уже через год, когда после выхода Италии из Второй мировой гитлеровские войска оккупировали север страны и начали массово арестовывать итальянцев еврейского происхождения для последующей отправки в лагеря смерти, Финци-Контини были вынуждены бежать в Абруццо, найдя убежище в городке Атесса. По пути матери и троим детям давали приют местные жители, тогда как отец вместе с другими мужчинами скрывался в лесах.
После войны Джованни окончил гимназию и классический лицей в Милане, а затем продолжил образование в Падуанском университете, получив диплом в области промышленных технологий и электротехники. Еще будучи студентом, работал в геофизической обсерватории Триеста, что и определило круг его дальнейших научных интересов: Финци-Контини получил звание приват-доцента прикладной геофизики. Преподавал физику Земли, прикладную геофизику и топографию в университетах Бари, Сиены и Палермо, в университете Флоренции специализировался на методах изучения природных ресурсов с использованием дистанционного зондирования. В качестве приглашенного лектора сотрудничал с университетами Канады и Новой Зеландии, участвовал в международных конференциях и симпозиумах. Автор многочисленных научных работ, в том числе по проблемам геоэлектромагнитных исследований в области археологии.
Литературное творчество
В литературном творчестве Финци-Контини стремился соотнести личную и семейную историю отдельного человека с глобальными процессами истории мировой, обращаясь прежде всего к собственному опыту и осмыслению пережитых в детстве трагических событий.
«Атесса 1943» (Atessa 1943, 1982, 1987). Поэма, повествующая о перипетиях осени 1943 года в охваченной войной и хаосом Италии, занимает, по мнению критиков, особое место в литературе о периоде Второй мировой. В 1994 г. переведена на английский язык под названием «Tattered Freedom».
«Маршруты» (Itinerari, 1987). Стихотворный сборник, отдающий дань богатству итальянской поэтической традиции. Продуманное изящество избранной автором формы не умаляет искренности и силы личных переживаний.
«Самое долгое путешествие А. М.» (Il più lungo viaggio di A. M., 1990). В основу романа легли события биографии Альберто Минерби, деда Финци-Контини по материнской линии, представителя династии предпринимателей, игравших заметную роль в экономической и общественной жизни Феррары и региона Эмилия-Романья с середины XIX века вплоть до окончательного утверждения режима Муссолини. В 2002 г. роман вышел на английском языке под названием «A.M.’s Longest Journey». 
«55 песен о любви» (55 Canti d’amore, 1997). Стихотворный сборник включает в себя произведения, разнообразные по форме и интонации, но объединенные темой осознанной, живой любви к близким и посторонним, природе и бытию, прошлому и грядущему. Книга была удостоена премии Firenze-Europa в категории «Изданная поэзия». 
«Как прежде не будет, Сараево!» (Mai più come prima, Sarajevo!, 2000). Роман в форме путевого дневника рассказывает историю семейной пары, которая, пытаясь разыскать сбежавших из дома детей, попадает в настоящий водоворот невероятных приключений. Герои пересекают половину Европы, следуя дорогами и тропами, проложенными в самые разные эпохи совершенно непохожими друг на друга путниками — от этрусков, римлян и греков до современных мигрантов.
«Дорогая кузина» (Cara Cugina, 2002). Эпистолярный роман, основанный на событиях 1943 года: в 52 письмах двоюродной сестре, находящейся в нейтральной Швейцарии, юный герой рассказывает о жизни Италии, которая стала полем боевых действий. В поисках спасения семья решает покинуть дом и, несмотря на осеннюю распутицу, разруху и отсутствие транспортного сообщения, добраться до более безопасного места. Страх и смятение соседствуют в этих письмах с трогательными бытовыми деталями, тонкой иронией, мучительными попытками осознания собственной национальной и религиозной идентичности. 
«Осень малых рек» (Quell’autunno dei piccoli fiumi, 2014). В романе автор снова обращается к воспоминаниям детства: существование беженцев, которые, скрываясь от преследования оккупантов и прячась от авианалетов союзников, пробираются вглубь разоренной страны, показано глазами ребенка. Даже в таких тяжелых обстоятельствах находится место благородству и взаимопомощи: местные жители, несмотря на риск, укрывают несчастных в своих домах, делятся скудными запасами провизии, предупреждают о рейдах карательных отрядов.
«От песни к песне и другие стихи» (Di canto in canto e altre poesie, 2016). Сборник стихотворений разных лет, изданный после смерти автора, наиболее полно характеризует творчество, жизненную философию и мировидение Джованни Финци-Контини, ученого и поэта-гуманиста.
Библиография
Giovanni Finzi-Contini. Di canto in canto e altre poesie / Prefazione e note di Gianfranco Bondioni. — Pisa: Edizioni ETC, 2016.
Giovanni Finzi-Contini. Cara Cugina / Postfazione di Madeleine Strong Cincotta. — Pisa: Edizioni ETC, 2002.
Giovanni Finzi-Contini. A.M.’s Longest Journey / Introduction by Brian Moloney & Madeleine Strong Cincotta. — Leicester: Troubador Publishing Ltd, 2002.
Gianfranco Bondioni. Memoria del passato e epica del presente nell’opera di Giovanni Finzi-Contini // Otto / Novecento. Rivista quadrimestrale di critica e storia letteraria: N. 1, 2005. — Pp. 31-67.
Judith Woolf. Time Traveller: Giovanni Finzi-Contini’s Voyage Round his Grandfather // The Cambridge Quarterly: Vol. 33, No. 1, 2004. — Pp. 55-58.
Glauco Cambon. La voce poetica di Giovanni Finzi-Contini // Ipotesi 80. Rivista quadrimestrale di cultura: II—III, 1988. — Pp. 29-39.